# Eurata boliviana
Eurata boliviana là một loài bướm đêm thuộc phân họ Arctiinae, họ Erebidae.